# Насрабад
Насрабад (перс. نصراباد) — село в Ірані, у дегестані Ашна-Хвор, у Центральному бахші, шагрестані Хомейн остану Марказі. За даними перепису 2006 року, його населення становило 184 особи, що проживали у складі 48 сімей.

## Клімат
Середня річна температура становить 11,68 °C, середня максимальна – 30,67 °C, а середня мінімальна – -10,40 °C. Середня річна кількість опадів – 216 мм.
| Клімат поселення                              | Клімат поселення | Клімат поселення | Клімат поселення | Клімат поселення | Клімат поселення | Клімат поселення | Клімат поселення | Клімат поселення | Клімат поселення | Клімат поселення | Клімат поселення | Клімат поселення | Клімат поселення |
| Показник                                      | Січ.             | Лют.             | Бер.             | Квіт.            | Трав.            | Черв.            | Лип.             | Серп.            | Вер.             | Жовт.            | Лист.            | Груд.            |                  |
| Середній максимум, °C                         | 7,10             | 8,70             | 12,75            | 18,88            | 24,29            | 29,75            | 30,67            | 30,43            | 25,92            | 19,42            | 12,70            | 7,63             |                  |
| Середня температура, °C                       | −1,64            | −0,04            | 4,01             | 10,13            | 15,52            | 20,99            | 24,74            | 24,51            | 19,98            | 13,49            | 6,77             | 1,70             |                  |
| Середній мінімум, °C                          | −10,4            | −8,79            | −4,73            | 1,38             | 6,78             | 12,26            | 18,81            | 18,58            | 14,07            | 7,56             | 0,84             | −4,22            |                  |
| Норма опадів, мм                              | 36               | 35               | 39               | 27               | 18               | 2                | 2                | 1                | 1                | 6                | 20               | 29               |                  |
| Середньомісячна швидкість вітру, м/с          | 1.39             | 1.94             | 2.44             | 2.74             | 2.55             | 2.46             | 2.35             | 2.27             | 2.10             | 1.98             | 1.60             | 1.33             |                  |
| Середньомісячна сонячна радіація, кДж/м²·день | 10139            | 13254            | 15719            | 18809            | 22670            | 26663            | 25637            | 24340            | 21632            | 16264            | 11597            | 9587             |                  |
| --------------------------------------------- | ---------------- | ---------------- | ---------------- | ---------------- | ---------------- | ---------------- | ---------------- | ---------------- | ---------------- | ---------------- | ---------------- | ---------------- | ---------------- |
| Джерело:                                      |                  |                  |                  |                  |                  |                  |                  |                  |                  |                  |                  |                  |                  |